# 松博特海伊进步足球俱乐部
松博特海伊進步足球俱樂部（Szombathelyi Haladás）是匈牙利的一家足球俱樂部。主場位於松博特海伊。俱樂部的象徵色是綠色和白色。球隊目前參加匈牙利足球甲級聯賽的賽事。

## 外部連結
- Official website （页面存档备份，存于） （匈牙利文）